# クリスティ・カー
クリスティ・カー（Cristie Kerr,1977年10月12日 -  ）は、アメリカ・フロリダ州出身の女子ゴルファーである。

## 略歴

### アマチュア時代
カーは8歳からゴルフを始め、1994年のジュニア・オレンジボウル国際ゴルフ選手権優勝、 1995年米国ジュニアゴルフ協会ジュニア・プレーヤー・オブ・ザ・イヤーという輝かしいアマチュアの経歴を持っている。1996年にはカーティスカップに出場し、全米女子オープンでローアマチュア（最優秀アマチュア選手）となった。彼女はフロリダ州ウェストケンドールのマイアミ・サンセット高校を卒業した。

### プロ転向後
カーは1996年にプロ転向し、フューチャーズ・ツアー (FUTURES Tour) とプレーヤーズ・ウェスト・ツアーに参戦。プロとしての初勝利は1996年のアイアンウッド・フューチャーズ・クラシックだった。1996年末、1997年のLPGAツアー出場資格を得るための最終クオリファイリングトーナメントで6位タイに入った。LPGAで成果をあげるまでには時間がかかり、年間賞金ランキング50位以内にくい込むまでに3年を要した。
2002年にロングス・ドラッグス・チャレンジでLPGA初優勝を飾る。2004年に3勝をあげ、年間賞金ランキングも5位になり、ツアートッププロの仲間入りを果たした。2005年にも2勝し、賞金ランキングは3位に上がった。2006年の初勝利はフランクリン・アメリカン・モーゲージ選手権で、19アンダーというトーナメントレコードでの優勝であった。2006年は3勝をあげ、LPGAツアーで複数のトーナメントで優勝した、ただ1人のアメリカ人選手となった（この年、33大会の内アメリカ人選手が優勝したのは僅かに7回だった)。2007年、全米女子オープンを制しメジャー初優勝を飾った。また2002年・2003年・2005年にはソルハイムカップアメリカツアーチームのメンバーになっている。
カーの特質はパッティングの上手さにある。2005年と2006年にはLPGA年間平均パット数でトップ5に入った。2005年はパーオン率でも5位になった。近年他のプレーヤーも彼女に追いついてきたが、最も飛距離を出すロングヒッターの1人でもある。2003年、7年間親しんだクラブから新しくキャロウェイゴルフのクラブに変え、同時に優勝回数と獲得賞金額が飛躍的に増えた。2005年、出場したトーナメントの半数でトップ10フィニッシュを果たし、LPGA平均ストローク数でアニカ・ソレンスタムに次いで2位にランクインした。
2010年全米女子プロゴルフ選手権に2位に12打差の大差をつけて初優勝し、大会後の世界ランキングで1位となった。

## ツアー戦績

### LPGAツアー
太字はメジャー大会
- 2002年：ロングスドラッグスチャレンジ
- 2004年：LPGA武富士クラシック、ショップライトLPGAクラシック、ステートファームクラシック
- 2005年：ミケロブウルトラオープン、ウェンディーズ選手権 for チルドレン
- 2006年：フランクリン・アメリカン・モーゲージ選手権、カナディアン女子オープン、ジョンQハモンズホテル・クラシック
- 2007年：全米女子オープン
- 2008年：セーフウェイクラシック
- 2009年：ミケロブウルトラオープン
- 2010年：LPGAステートファーム・クラシック
- 2010年：全米女子プロゴルフ選手権
- 2012年：ロレーナ・オチョア招待
- 2013年：キングスミル選手権
- 2015年：起亜クラシック、CMEグループツアー選手権
- 2017年：ロッテ選手権

### フューチャーズ・ツアー
- 1996年：アイアンウッド・フューチャーズ・クラシック

### その他
- 2004年：ウェンディーズ3ツアーチャレンジ（グレース朴、ジュリ・インクスターと共に、非公式大会）
- 2007年：ウェンディーズ3ツアーチャレンジ（ナタリー・ガルビス、モーガン・プレッセルと共に、非公式大会）

## メジャー大会の戦績
| トーナメント             | 1995 | 1996  | 1997 | 1998 | 1999 | 2000 |
| ------------------------ | ---- | ----- | ---- | ---- | ---- | ---- |
| クラフト・ナビスコ選手権 | DNP  | CUT   | DNP  | DNP  | DNP  | T35  |
| 全米女子プロゴルフ選手権 | DNP  | DNP   | CUT  | CUT  | T5LA | WD   |
| 全米女子オープン         | CUT  | T36LA | DNP  | 60   | CUT  | T2   |
| デュモーリエ・クラシック | DNP  | DNP   | CUT  | T54  | T17  | CUT  |

| トーナメント             | 2001 | 2002 | 2003 | 2004 | 2005 | 2006 | 2007 | 2008 | 2009 | 2010 |
| ------------------------ | ---- | ---- | ---- | ---- | ---- | ---- | ---- | ---- | ---- | ---- |
| クラフト・ナビスコ選手権 | T66  | T3   | T11  | T5   | T3   | T35  | T20  | T21  | T2   | T5   |
| 全米女子プロゴルフ選手権 | CUT  | T41  | T34  | T17  | T33  | T5   | T18  | T10  | T31  | 1    |
| 全米女子オープン         | T4   | T32  | T13  | T27  | T10  | T28  | 1    | T13  | T3   | T17  |
| 全英女子オープン         | CUT  | T29  | T14  | T11  | T5   | T2   | T33  | 6    | T8   | T5   |

DNP = 出場せず

CUT = 予選落ち

LA = ローアマチュア（最優秀アマチュア選手）

WD = 棄権

"T" = 複数の選手と順位を分け合った（タイ）

グリーン地は優勝、黄色地はトップ10入りを表している。

## 関連サイト
- ゴルファー一覧